# Organização Latino-Americana e do Caribe de Entidades Fiscalizadoras Superiores
A Organização Latino-Americana e do Caribe de Entidades Fiscalizadoras Superiores (OLACEFS) é uma organização internacional, autônoma, independente, apolítica e permanente, que remonta suas origens ao Primeiro Congresso Latino-Americano de Entidades Fiscalizadoras – CLADEFS, realizado em Caracas, Venezuela, em 1963, diante da necessidade de um fórum superior para trocar ideias e experiências relacionadas à fiscalização e ao controle governamental, bem como à promoção das relações de cooperação e desenvolvimento entre essas instituições. Nesse Congresso recomendou-se a criação de um instituto latino-americano de controle fiscal, que desempenhou funções de pesquisa especializada e serviu como um centro de informação, educação, coordenação e assistência mútua entre as entidades fiscalizadoras.
Atualmente, a OLACEFS é um dos sete grupos de trabalho regionais da INTOSAI.

## Origens: Instituto Latino-Americano de Ciências Fiscalizadoras - ILACIF
Entre as conclusões do Primeiro Congresso Latino-Americano de Entidades Fiscalizadoras de 1963, verificou-se que era "mutuamente conveniente para os países da América Latina a troca de experiências em questão de administração financeira e controle fiscal, visando o aperfeiçoamento da gestão governamental através da adoção de princípios e objetivos de integração e unidade regional dentro do âmbito de suas atividades específicas, para melhor servir às comunidades". Além disso, e, "convencidos da importância que, para os países da América Latina e, especialmente, para seus respectivos órgãos fiscalizadores, têm a criação de um Instituto Latino-Americano de Controle Fiscal e com o objetivo de que essa ideia se materialize o mais rápido possível", os participantes nomearam a delegação chilena para que realizasse as gestões que os conduziria a tal finalidade.
No cumprimento dessa missão, a Controladoria-Geral da República do Chile apresentou um projeto de carta constitutiva, complementado por um estudo realizado pela Controladoria-Geral da República da Venezuela, no Segundo Congresso Latino-Americano de Entidades Fiscalizadoras, realizado em 9 de abril de 1965, em Santiago do Chile. Nesse contexto, as Entidades Fiscalizadoras Superiores reunidas acordaram a criação e aprovaram a carta constitutiva do Instituto Latino-Americano de Ciências Fiscalizadoras - ILACIF. O objetivo por trás da criação do Instituto foi promover tarefas de pesquisa científica especializada, reunir informações e prestar assessoria e coordenação entre as organizações fiscalizadoras do continente, a fim de melhor servir aos seus cidadãos no exercício das atribuições que lhes são conferidas pelos respectivos ordenamentos jurídicos. Para a constituição do ILACIF, os seguintes países participaram como signatários: Argentina, Brasil, Colômbia, Chile, Equador, El Salvador, México, Nicarágua, Panamá, Porto Rico, República Dominicana, Uruguai e Venezuela; mais tarde, integraram-se: Peru, Bolívia, Costa Rica, Guatemala, Honduras, Paraguai, Antilhas e Suriname. Nesse Congresso, a Controladoria-Geral venezuelana foi designada sede do Instituto.

## Nova institucionalidade: Organização Latino-Americana e do Caribe de Entidades Fiscalizadoras Superiores – OLACEFS
A partir das alterações recomendadas por uma comissão de reforma das regras internas e de sua estrutura organizacional, durante a reunião extraordinária de 11 de outubro de 1990, a Assembleia Geral Extraordinária do ILACIF, realizada em Buenos Aires, Argentina, aprovou as alterações propostas, bem como a mudança de nome do Instituto para Organização Latino-Americana e do Caribe de Entidades Fiscalizadoras Superiores (OLACEFS). O termo Organização foi considerado mais apropriado para uma instituição que reúne os funcionários dos mais altos níveis em matéria de controle e fiscalização da América Latina e do Caribe.
Atualmente, a OLACEFS executa funções de pesquisa científica especializada e desenvolve tarefas de estudo, formação, especialização, assessoria e assistência técnica, informação e coordenação a serviço das Entidades Fiscalizadoras Superiores (EFS) da América Latina e do Caribe, tudo isso com o objetivo de promover o seu desenvolvimento e aperfeiçoamento..

### Princípios
De acordo ao disposto em sua Carta Constitutiva, a Organização Latinoamericana e do Caraíbas de Entidades Fiscalizadoras Superiores inspira-se nos seguintes princípios:
I. Igualdade jurídica das entidades membros da Organização, segundo suas categorias;
II.
De acordo com o disposto na sua Carta Constitutiva, a Organização Latino-Americana e do Caribe de Entidades Fiscalizadoras Superiores baseia-se nos seguintes princípios:
I.	Igualdade jurídica das instituições-membro da Organização, de acordo com suas categorias;
II.	Respeito aos ordenamentos jurídicos de cada nação e aos princípios do Direito Internacional, considerando a independência e soberania de cada país para tomar suas próprias decisões sobre o sistema de controle e fiscalização da gestão dos recursos públicos;
III.	Livre entrada e saída de seus membros;
IV.	A adesão ao sistema democrático de adoção de acordos por maioria e de respeito pelo conceito das minorias;
V.	Descentralização de atividades;
VI.	Estreita e permanente cooperação da Organização e de seus membros;
VII.	Espírito de serviço público e proibição de interferências políticas de qualquer natureza;
VIII.	Transparência;
IX.	Rotatividade de todos os Membros Plenos pelos órgãos da OLACEFS.

### Atribuições
A Carta Constitutiva da OLACEFS reconhece para a Organização os seguintes poderes:
- Promover e realizar estudos sistemáticos de pesquisa sobre controle e fiscalização da gestão dos recursos públicos e divulgar seus resultados entre os seus membros;
- Orientar, organizar e realizar cursos de formação, especialização e pós-graduação, bem como seminários e eventos especiais, principalmente para o pessoal dos membros da Organização que cumpram tarefas técnicas de controle e fiscalização;
- Promover a prestação de serviços de consultoria e assistência técnica aos seus membros em matéria de controle e fiscalização da gestão dos recursos públicos;
- Coletar os trabalhos realizados em cada país, referentes a organização e controle administrativo e financeiro, para divulgá-los em países da América Latina e do Caribe;
- Promover e editar publicações relativas ao controle e fiscalização da gestão dos recursos públicos;
- Servir como elemento de ligação entre as entidades fiscalizadoras superiores de outras nações atendendo consultas e promovendo o intercâmbio de especialistas;
- Fundar e acrescentar um centro de documentação formado basicamente por literatura relativa ao controle e fiscalização da gestão dos recursos públicos e disciplinas afins;
- Manter contato de caráter científico e técnico com instituições e organizações de outras regiões do mundo, especializadas em controle e fiscalização da gestão dos recursos públicos;
- Criar Comissões e Comitês, por sub-regiões, áreas funcionais, assuntos e/ou questões específicas, conforme o caso;
- Estabelecer relações com especialistas de controle e fiscalização da gestão dos recursos públicos, bem como com organizações universitárias, de financiamento do desenvolvimento e de sindicalização profissional para obter sua participação;
- Coordenar a realização de estudos especiais que sejam solicitados pelo governo de uma nação ou um grupo de governos de países da América Latina e do Caribe;
- Organizar e realizar fóruns de reflexão de alto nível dos membros ativos para a análise de questões estratégicas específicas relacionadas com o controle e a fiscalização superiores;
- Outorgar prêmios e/ou estímulos na forma e condições estabelecidas pela regulamentação específica.

### Financiamento
As receitas que financiam o funcionamento da Organização provêm das taxas anuais pagas pelos diversos membros, contribuições de outras instituições e organizações internacionais, como GIZ, BID, Banco Mundial ou a Iniciativa para o Desenvolvimento da INTOSAI, receitas por serviços fornecidos pela OLACEFS, além dos provenientes de empréstimos e doações.

### Estrutura

#### Assembleia Geral
A Assembleia Geral é o órgão supremo da Organização, constituído por todos os membros da OLACEFS. Suas reuniões são convocadas e presididas pela Presidência, com a colaboração da Secretaria Executiva.
É responsabilidade desse órgão tomar as decisões sobre a orientação estratégica e orientação da Organização.

#### Conselho Directivo
O Conselho Diretivo é um órgão colegial composto por cinco membros plenos. O Conselho é dirigido pela Presidência e conta com a participação, com direito a voz, da Secretaria Executiva, que atua como secretaria do mesmo.
Atualmente, o Conselho está composto por:
| País        | EFS                                                    | Cargo                       | Período   |
| ----------- | ------------------------------------------------------ | --------------------------- | --------- |
| Peru        | Controladoria Geral da República do Peru               | Presidente                  | 2019-2021 |
| Chile       | Controladoria Geral da República de Chile              | Secretaria Executiva        | 2013-2021 |
| Uruguai     | Tribunal de Contas da República Oriental do Uruguai    | Membro Eleito               | 2019-2021 |
| Bolívia     | Controladoria Geral do Estado Plurinacional de Bolívia | Membro Eleito               | 2017-2019 |
| Argentina   | Auditoria Geral da Nação de Argentina                  | Como sede XXVIII Assembleia | 2018-2019 |
| El Salvador | Tribunal de Contas de El Salvador                      | Como sede XXIX Assembleia   | 2019-2020 |

#### Presidência
Conforme a Carta Constitutiva, a Presidência da OLACEFS é exercida por um Membro Pleno, representado pelo seu titular, eleito pela Assembleia Geral por um período de três anos, sem reeleição. As funções e poderes desse órgão encontram-se definidos no Regulamento da OLACEFS
De 1ºde janeiro de 2019 a 31 de dezembro de 2021, a Presidência da Organização está a cargo da Controladoria Geral da República do Peru . Assim, o Presidente da Organização é o Nelson Eduardo Shack Yalta, Controlador Geral da República do Peru.
Cronograma da Presidência
| Ano        | País        | EFS Presidência                                           |
| ---------- | ----------- | --------------------------------------------------------- |
| 1991- 1996 | México      | Auditoria Superior da Federação de México                 |
| 1997- 2002 | Peru        | Controladoria Geral da República do Peru                  |
| 2003- 2004 | Venezuela   | Controladoria Geral da República Bolivariana de Venezuela |
| 2005- 2006 | Chile       | Controladoria Geral da República de Chile                 |
| 2007- 2008 | El Salvador | Corte de Contas da República de El Salvador               |
| 2009- 2010 | Colômbia    | Controladoria Geral da República de Colômbia              |
| 2011- 2012 | Equador     | Controladoria Geral do Estado da República do Equador     |
| 2013- 2015 | Brasil      | Tribunal de Contas da União de Brasil                     |
| 2016- 2018 | México      | Auditoria Superior da Federação de México                 |
| 2019- 2021 | Peru        | Controladoria Geral da República do Peru                  |

#### Secretaria Executiva e Sede da Organização
De acordo com o disposto nos regulamentos organizacionais, a Secretaria Executiva é dirigida por um Membro Pleno, eleito pela Assembleia Geral. Está sob a responsabilidade de um Secretário Executivo, que é o titular de tal Membro Pleno. As suas funções são exercidas por um período de seis anos, podendo ser prorrogado por um período adicional de três anos.
Esse órgão é responsável pelo fornecimento de suporte às várias estruturas da OLACEFS (Assembleia, Conselho Diretivo, Presidência, Comitês, Comissões e Grupos de Trabalho), bem como o suporte técnico-administrativo para a execução de suas atividades.
De 1º de janeiro de 2013 a 31 de dezembro de 2018, a Secretaria Executiva está sob a responsabilidade da Controladoria Geral da República de Chile, CGR. Atualmente, o Controlador-Geral da República do Chile e Secretário Executivo da OLACEFS é  Jorge Bermúdez Soto.
A XXVIII Assembléia Geral da OLACEFS, realizada em Buenos Aires, Argentina, em outubro de 2018, aprovou por unanimidade a prorrogação do mandato da Secretaria Executiva, para o período de 2019 a 2021, de acordo com o artigo 16 da Carta Organizacional.
Cronograma da Secretaria Executiva
| Ano        | País   | EFS Secretaria Executiva e Sede da Organização |
| ---------- | ------ | ---------------------------------------------- |
| 1990- 1996 | México | Auditoria Superior da Federação de México      |
| 1997- 2002 | Peru   | Controladoria Geral da República do Peru       |
| 2003- 2012 | Panamá | Controladoria Geral da República de Panamá     |
| 2013- 2021 | Chile  | Controladoria Geral da República de Chile      |

#### Comitês
Os comitês são órgãos administrativos dedicados a auxiliar a gestão da Organização. Os comitês à disposição da Organização são:
- Comitê de Criação de Capacidades (CCC): órgão administrativo de caráter permanente, cuja missão é promover e gerenciar o desenvolvimento de capacidades profissionais e institucionais das EFS, contribuindo para aumentar a eficácia da gestão e modernização da administração pública.[4]
- Comitê Consultivo Jurídico (CAJ): órgão administrativo de caráter permanente, assessor da Organização em assuntos jurídicos e regulamentares. O CER é o responsável pela revisão da Carta Constitutiva e Regulamentos da OLACEFS, propondo ao Conselho Diretivo e à Assembleia Geral reformas, modificações e novas regulamentações que envolvam a modernização e o melhor funcionamento da Organização.[5]

#### Comissões
As comissões são órgãos técnicos dedicados ao estudo e desenvolvimento de assuntos e questões específicas que guardam relação com os objetivos e atividades da OLACEFS. Atualmente, a organização tem as seguintes comissões:
- Comissão Técnica de Práticas de Boa Governança (CTPBG): é um órgão técnico permanente, encarregado de promover a eficiência, a prestação de contas, a eficácia e a transparência da administração pública através do fortalecimento das EFS.[6]
- Comissão Técnica de Meio Ambiente (COMTEMA): é um órgão técnico permanente, responsável por contribuir para o desenvolvimento de auditorias ambientais pelas EFS membros da OLACEFS, promovendo o controle da gestão ambiental e garantindo o fortalecimento e a integração das EFS da Organização.[7]
- Comissão de Avaliação de Desempenho e Indicadores de Rendimento (CEDEIR): é um órgão técnico de caráter permanente, projetado para gerenciar o conhecimento em benefício da Organização e das EFS membros em questões relacionadas com a avaliação do desempenho, a gestão estratégica e o controle.[8]
- •	Comissão de Tecnologias de Informação e Comunicações (CTIC): é um órgão técnico de caráter permanente, destinado a prestar assessoria à Organização em questões relacionadas com as Tecnologias da Informação e o Conhecimento (TICs).[9]
- •	Comissão de Participação Cidadã (CPC): é um órgão técnico de caráter permanente, que irá avançar a sua ação no domínio da promoção da participação cidadã, do controle social e do capital social a partir do exercício do controle fiscal.[10]

#### Grupos de Trabalho
Os grupos de trabalho são instituições de natureza técnica às quais são confiadas o estudo ou desenvolvimento de questões específicas por um período de tempo determinado. Neste momento, a OLACEFS conta com os seguintes:
- Grupo de Trabalho de Auditoria de Obras Públicas (GTOP): seu principal objetivo é apoiar as EFS da região no processo de identificação e socialização de boas práticas em matéria de auditorias de obras públicas como estratégia de aprendizagem conjunta e geração de capacitação institucional.[11]

 Grupo de Trabalho que cessaram
Grupo de Trabalho para a Implementação de Normas Internacionais de Auditoria nas EFS da OLACEFS (GTANIA). Deixou de existir a partir de 1 de janeiro de 2016, de acordo com a Resolução 40/2015/AG da XXV Assembleia Geral Ordinária da OLACEFS, desenvolvida em Querétaro, México, em novembro de 2015.
Grupo de Trabalho Manuais, Guias e Observações sobre a Carta Constitutiva e Regulamento da OLACEFS (GTN). Deixou de existir a partir de 1 de janeiro de 2015 de acordo com a Resolução 16/2014/AG da XXIV Assembleia Geral Ordinária da OLACEFS, desenvolvida em Cusco, Peru, em novembro de 2015.

## Membros da Organização
Os membros da Organização são agrupados em duas categorias:
I. Membros Plenos, correspondentes às Entidades Fiscalizadoras Superiores dos países da América Latina e do Caribe; e,
II. Membros Associados, correspondentes às Entidades Fiscalizadoras de ordem subnacional, estadual ou local, Entidades Fiscalizadoras Superiores de outras regiões e pessoas jurídicas de direito internacional público que contribuem com seu apoio técnico ou financeiro para o desenvolvimento organizacional.
Atualmente, fazem parte da OLACEFS as seguintes entidades:

### Membros Plenos
| País                 | EFS                                                         |
| -------------------- | ----------------------------------------------------------- |
| Argentina            | Auditoria Geral da Nação de Argentina                       |
| Bélgica              | Auditoria Geral de Belize                                   |
| Bolívia              | Controladoria Geral do Estado Plurinacional de Bolívia      |
| Brasil               | Tribunal de Contas da União de Brasil                       |
| Chile                | Controladoria Geral da República de Chile                   |
| Colômbia             | Controladoria Geral da República de Colômbia                |
| Costa Rica           | Controladoria Geral da República de Costa Rica              |
| Cuba                 | Controladoria Geral da República de Cuba                    |
| Curaçau              | Controladoria Geral de Curazao                              |
| Equador              | Controladoria Geral do Estado da República do Equador       |
| El Salvador          | Corte de Contas da República de El Salvador                 |
| Guatemala            | Controladoria Geral de Contas da República de Guatemala     |
| Honduras             | Tribunal Superior de Contas da República de Honduras        |
| México               | Auditoria Superior da Federação de México                   |
| Nicarágua            | Controladoria Geral da República de Nicarágua               |
| Panamá               | Controladoria Geral da República de Panamá                  |
| Paraguai             | Controladoria Geral da República de Paraguai                |
| Peru                 | Controladoria Geral da República de Peru                    |
| Porto Rico           | Escritório do Contralor do Estado Livre Sócio de Porto Rico |
| República Dominicana | Câmara de Contas da República Dominicana                    |
| Uruguai              | Tribunal de Contas da República Oriental do Uruguai         |
| Venezuela            | Controladoria Geral da República Bolivariana de Venezuela   |

### Membros Associados
| País                 | EFS                                                               |
| -------------------- | ----------------------------------------------------------------- |
| Espanha              | Tribunal de Contas de Espanha                                     |
| Portugal             | Tribunal de Contas de Portugal                                    |
| Colômbia             | Controladoria Geral de Bogotá                                     |
| Colômbia             | Controladoria Geral de Medellín                                   |
| Colômbia             | Controladoria Geral de CALI                                       |
| República Dominicana | Controladoria Geral da República Dominicana                       |
| Argentina            | Honorable Tribunal de Contas da Província de Buenos Aires         |
| Argentina            | Tribunal de Contas da Província de Santa Fé                       |
| Brasil               | Tribunal de Contas do Estado do Acre                              |
| Brasil               | Tribunal de Contas do Estado de Amazonas                          |
| Brasil               | Tribunal de Contas dos Municípios do Estado de Bahia              |
| Brasil               | Tribunal de Contas do Estado de Bahia                             |
| Brasil               | Tribunal de Contas do Estado de Ceará                             |
| Brasil               | Tribunal de Contas do Distrito Federal                            |
| Brasil               | Tribunal de Contas do Estado de Espirito Santo                    |
| Brasil               | Tribunal de Contas do Estado Mato Grosso                          |
| Brasil               | Tribunal de Contas do Estado de Minas Gerais                      |
| Brasil               | Tribunal de Contas do Estado de Pará                              |
| Brasil               | Tribunal de Contas do Estado de Paraná                            |
| Brasil               | Tribunal de Contas de Pernambuco                                  |
| Brasil               | Tribunal de Contas do Município de Rio de Janeiro                 |
| Brasil               | Tribunal de Contas do Estado de Rondonia                          |
| Brasil               | Tribunal de Contas de Rio Grande do Norte                         |
| Brasil               | Tribunal de Contas do Estado de Rio Grande do Sul                 |
| Brasil               | Tribunal de Contas do Estado de Santa Catarina                    |
| Brasil               | Tribunal de Contas do Estado de Tocantins                         |
| Brasil               | ATRICON – Associação de Membros dos Tribunais de Contas do Brasil |
| Brasil               | IRB – Instituto Rui Barbosa Brasil                                |